# 利茨烏默雷克納山

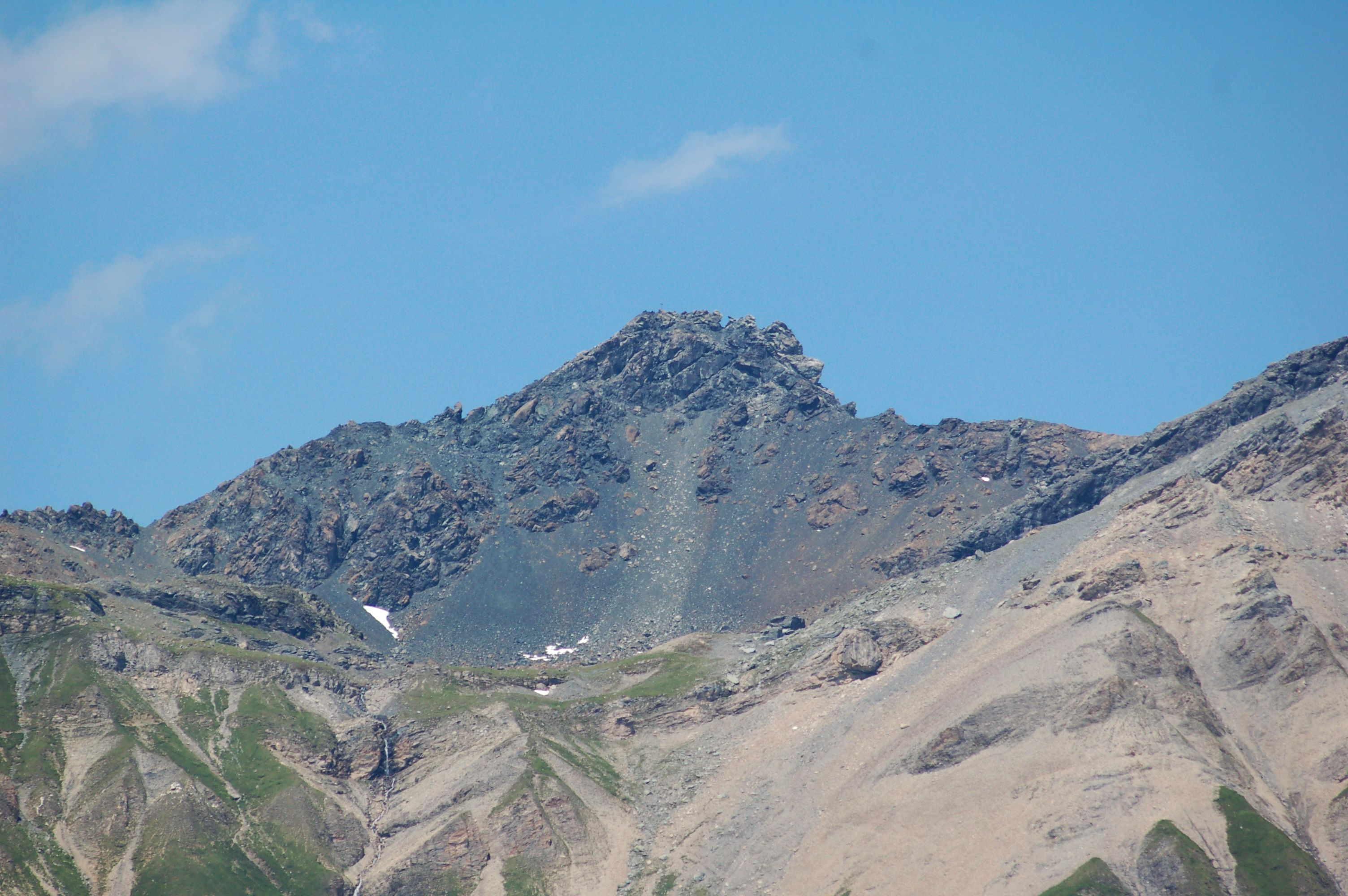

47°08′39″N 11°37′50″E / 47.1440778°N 11.6305194°E
利茨烏默雷克納山（德語：Lizumer Reckner），是奥地利的山峰，位於該國西部，由蒂羅爾州負責管轄，屬於圖克斯阿爾卑斯山脈的一部分，海拔高度2,886米，每年平均降雨量1,806毫米。